# Lećevica
Lećevica je općina u Hrvatskoj. Nalazi se u Splitsko-dalmatinskoj županiji.

## Općinska naselja
U sastavu općine su 4 naselja (stanje 2006.):
- Divojevići,
- Kladnjice,
- Lećevica,
- Radošić.

## Promet
Laćevica se nalazi u blizini autoceste Split – Zagreb na 10 kilometara. Prilaz do Lećevice je iz  šest smjerova.

## Stanovništvo
Prema popisu stanovništva 2001. općina je imala svega 740 stanovnika. To je znatno manje nego daleke 1857. kada je prema prvom popisu stanovništva evidentiran 2031 stanovnik ili 174 % više nego 2001. Godine 1931. na području općine Lećevica živjelo je 3100 ili 319 % više nego 2001. Naglo smanjivanje ukupnog broja stanovnika u nekoliko proteklih desetljeća posljedica je intenzivnog iseljavanja (egzodusa) i to u pravilo radno i reproduktivno najsposobnijeg dijela populacije. U takvim su se okolnostima stope nataliteta naglo smanjivale (u nekim zaseocima u posljednjih nekoliko desetljeća nije rođeno ni jedno dijete), a stope mortaliteta naglo povećavale. Općina Lećevica pripada dijelovima Hrvatske kojima prijeti brzo izumiranje. Na takav zaključak upućuje i starosni sastav stanovništva jer je stanovništvo mlađe od 20 godina u ukupnom broju zastupljeno sa svega 12,5 %, a ono starije od 60 godina s 42,3 %.[nedostaje izvor]

### Kretanje broja stanovnika po naseljima općine Lećevica (1857. – 2001.)
| Naselje    | 1857. | 1869. | 1880 | 1890. | 1900. | 1910. | 1921. | 1931. | 1948. | 1953. | 1961. | 1971 | 1981. | 1991. | 2001. |
| ---------- | ----- | ----- | ---- | ----- | ----- | ----- | ----- | ----- | ----- | ----- | ----- | ---- | ----- | ----- | ----- |
| Divojevići | 205   | 210   | 220  | 256   | 252   | 259   | 260   | 286   | 306   | 305   | 311   | 257  | 150   | 99    | 59    |
| Kladnjice  | 496   | 533   | 623  | 656   | 701   | 719   | 754   | 776   | 814   | 802   | 725   | 664  | 400   | 318   | 227   |
| Lećevica   | 637   | 725   | 682  | 841   | 902   | 1047  | 967   | 947   | 772   | 779   | 688   | 576  | 466   | 361   | 252   |
| Radošić    | 693   | 764   | 816  | 852   | 936   | 1041  | 1000  | 1091  | 959   | 939   | 860   | 578  | 524   | 263   | 202   |
| Ukupno     | 2031  | 2232  | 2341 | 2605  | 2791  | 3066  | 2981  | 3100  | 2851  | 2825  | 2584  | 2075 | 1540  | 1041  | 740   |

| broj stanovnika | 2031  | 2252  | 2408  | 2605  | 2793  | 3066  | 2981  | 3100  | 2851  | 2825  | 2584  | 2075  | 1480  | 1041  | 740   | 583   | 495   |
|                 | 1857. | 1869. | 1880. | 1890. | 1900. | 1910. | 1921. | 1931. | 1948. | 1953. | 1961. | 1971. | 1981. | 1991. | 2001. | 2011. | 2021. |

| broj stanovnika | 637   | 725   | 785   | 885   | 933   | 1047  | 967   | 947   | 772   | 828   | 733   | 604   | 485   | 361   | 252   | 218   | 177   |
|                 | 1857. | 1869. | 1880. | 1890. | 1900. | 1910. | 1921. | 1931. | 1948. | 1953. | 1961. | 1971. | 1981. | 1991. | 2001. | 2011. | 2021. |

## Gospodarstvo
Glavne grane gospodarstva stoljećima su stočarstvo i poljodjelstvo.
- Gospodarska zona "Bočine"

Domaćinstva lećevačkog kraja od davnina su proizvodila Lećevački sir, od punomasnog ovčjeg, kravljeg ili miješanog ovčjeg i kravljeg mlijeka, kako za vlastite potrebe tako i za lokalno i regionalno tržište.

## Spomenici i znamenitosti
- Crkva sv. Marka

## Obrazovanje
- Područna škola Lećevica

## Kultura
- KUD "Ognjište"
- Udruga hrvatskih branitelja "Kršna Zagora"
- Lovačka udruga "Lečevice"[4]

## Vanjske poveznice
- Službene stranice Općine Lećevica